# Tir à l'arc aux Jeux olympiques d'été de 2024
Pour des articles plus généraux, voir Jeux olympiques d'été de 2024 et Tir à l'arc aux Jeux olympiques.
Navigation
Tokyo 2020 Los Angeles 2028
Les épreuves de tir à l'arc aux Jeux olympiques d'été de 2024 se tiennent sur l'esplanade des Invalides à Paris, en France, du 25 juillet au 4 août 2024. Il s'agit de la dix-huitième apparition du tir à l'arc au programme des Jeux olympiques, la quatorzième consécutive depuis sa réintégration en 1972 à Munich.

## Organisation

### Site des compétitions

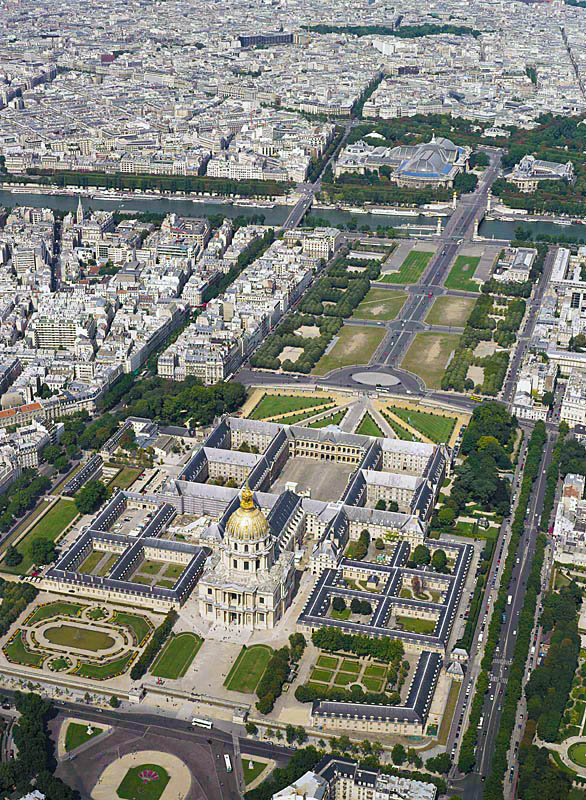
Vue aérienne des Invalides et de l'esplanade des Invalides.

Les compétitions de tir à l'arc ont lieu à l'esplanade des Invalides au cœur de Paris. Ce vaste espace vert est situé face à l'hôtel des Invalides.

### Calendrier
| Épreuve ↓ / Date → | Épreuve ↓ / Date → | Juillet | Juillet | Juillet | Juillet | Juillet | Juillet | Juillet | Juillet | Juillet | Juillet | Juillet | Juillet | Juillet | Juillet | Août   | Août   | Août | Août | Août | Août | Août | Août |
| Épreuve ↓ / Date → | Épreuve ↓ / Date → | Je 25   | Je 25   | Ve 26   | Ve 26   | Sa 27   | Sa 27   | Di 28   | Di 28   | Lu 29   | Lu 29   | Ma 30   | Ma 30   | Me 31   | Me 31   | Je 1er | Je 1er | Ve 2 | Ve 2 | Sa 3 | Sa 3 | Di 4 | Di 4 |
| ------------------ | ------------------ | ------- | ------- | ------- | ------- | ------- | ------- | ------- | ------- | ------- | ------- | ------- | ------- | ------- | ------- | ------ | ------ | ---- | ---- | ---- | ---- | ---- | ---- |
| Individuel         | Hommes             | T       | T       |         |         |         |         |         |         |         |         | 32e     | 16e     | 32e     | 16e     | 32e    | 16e    |      |      |      |      | 8e   | F    |
| Individuel         | Femmes             | T       | T       |         |         |         |         |         |         |         |         | 32e     | 16e     | 32e     | 16e     | 32e    | 16e    |      |      | 8e   | F    |      |      |
| Par équipes        | Hommes             |         |         |         |         |         |         |         |         | 8e      | F       |         |         |         |         |        |        |      |      |      |      |      |      |
| Par équipes        | Femmes             |         |         |         |         |         |         | 8e      | F       |         |         |         |         |         |         |        |        |      |      |      |      |      |      |
| Par équipes        | Mixte              |         |         |         |         |         |         |         |         |         |         |         |         |         |         |        |        | 8e   | F    |      |      |      |      |

| - T : tours de classement - 32e : trente-deuxièmes de finale - 16e : seizièmes de finale - 8e : huitièmes de finale - F : phases finales (quarts de finale, demi-finales, finales |

## Participation

### Critères de qualification
Au premier trimestre 2022, le Comité international olympique et World Archery Federation ont décidé de modifier les règles d'attribution des quotas en application lors des précédents Jeux olympiques de 2020. L'objectif est de favoriser une répartition géographique plus universelle des athlètes participants. Comme depuis les Jeux d'Atlanta en 1996, un total de 128 places, avec une répartition égale entre hommes et femmes, est mise en jeu lors de compétitions mondiales et continentales de haut niveau.

## Compétition

### Format
Un total de 128 athlètes participent aux cinq épreuves individuelles et par équipes. Pour ces épreuves, la distance de l'archer à la cible est de 70 mètres et le diamètre de la cible est 122 centimètres.

#### Épreuve individuelle
La compétition débute avec un tour réunissant les 64 archers de chaque sexe. Chaque archer tire un total de 72 flèches (en deux séries de six volées de six flèches), puis est classé en fonction de son score de la 1re à la 64e place.
Les phases finales commencent en 32e de finale, où l'archer ayant fini 1er du tir de qualification rencontre le 64e, le 2e rencontre le 63e et ainsi de suite. Les matchs se déroulent en sets de 3 flèches : les archers tirent 1 flèche chacun leur tour, avec 20 secondes par flèche. À chaque set celui qui cumule sur ses trois flèches le meilleur total marque 2 points, en cas d'égalité chaque archer marque 1 point. Le premier archer à 6 points remporte le match, il y a donc au moins 3 sets, et au plus 5 sets : en effet si au bout de 5 sets les archers sont à égalité une flèche de barrage est tirée, c'est-à-dire que chaque participant tire une seule flèche et la plus proche du centre remporte le match. L'archer remportant le duel participe au tour suivant, le perdant est éliminé, sauf en demi-finales, où les perdants se rencontrent lors du match pour la 3e place.

#### Épreuve par équipes hommes et femmes
Chaque équipe est composée de trois archers. Les 12 meilleures équipes sont classées par rapport aux résultats obtenus par leurs athlètes lors du tour de qualification de l'épreuve individuelle. Ce classement détermine le tableau pour la phase finale.
Chaque membre de l'équipe tire un nombre variable de flèches dans un match, avec un minimum de six flèches et donc 18 flèches par équipe. Chaque équipe réalise une volée de six flèches et l'équipe ayant le total le plus élevé remporte deux points (1 point pour chaque équipe si égalité). La première équipe à atteindre cinq points remporte le match. Si aucune équipe n'arrive aux cinq points au bout de quatre volées, un tir de barrage est organisé (une volée de trois flèches par équipe). Le vainqueur se qualifie pour le tour suivant tandis que l'équipe perdante est éliminée de la compétition (sauf pour les perdants des demi-finales, qui jouent un match supplémentaire pour déterminer la médaille de bronze).

#### Épreuve par équipes mixte
Chaque équipe est composée de deux archers. Les 16 meilleures équipes sont classées par rapport aux résultats obtenus par leurs archers lors du tour de qualification de l'épreuve individuelle. Ce classement détermine le tableau pour la phase finale.
Le nombre de flèches tirées est le même que pour les autres compétitions par équipes.

### Médaillés
| Épreuve            | Or                                                         | Argent                                                            | Bronze                                                        |
| ------------------ | ---------------------------------------------------------- | ----------------------------------------------------------------- | ------------------------------------------------------------- |
| Individuel hommes  | Kim Woo-jin (KOR)                                          | Brady Ellison (USA)                                               | Lee Woo-seok (KOR)                                            |
| Individuel femmes  | Lim Si-hyeon (KOR)                                         | Nam Su-hyeon (KOR)                                                | Lisa Barbelin (FRA)                                           |
| Par équipes hommes | Corée du Sud- Kim Woo-jin - Kim Je-deok - Lee Woo-seok     | France- Baptiste Addis - Thomas Chirault - Jean-Charles Valladont | Turquie- Mete Gazoz - Berkim Tümer - Abdullah Yıldırmış       |
| Par équipes femmes | Corée du Sud- Jeon Hun-young - Lim Si-hyeon - Nam Su-hyeon | Chine - An Qixuan - Li Jiaman - Yang Xiaolei                      | Mexique- Ángela Ruiz - Alejandra Valencia - Ana Paula Vázquez |
| Par équipes mixte  | Corée du Sud- Kim Woo-jin - Lim Si-hyeon                   | Allemagne- Florian Unruh - Michelle Kroppen                       | États-Unis- Brady Ellison - Casey Kaufhold                    |

## Tableau des médailles
- Pays organisateur (France)

| Rang  | Nation       | Or | Argent | Bronze | Total |
| ----- | ------------ | -- | ------ | ------ | ----- |
| 1     | Corée du Sud | 5  | 1      | 1      | 7     |
| 2     | France       | 0  | 1      | 1      | 2     |
| 2     | États-Unis   | 0  | 1      | 1      | 2     |
| 4     | Allemagne    | 0  | 1      | 0      | 1     |
| 4     | Chine        | 0  | 1      | 0      | 1     |
| 6     | Mexique      | 0  | 0      | 1      | 1     |
| 6     | Turquie      | 0  | 0      | 1      | 1     |
| Total | Total        | 5  | 5      | 5      | 15    |